# Maxime Lachaud
Maxime Lachaud, né le 30 juillet 1975 à Carcassonne, est un écrivain, réalisateur et journaliste français.

## Biographie
Maxime Lachaud, aussi connu sous le nom Max Lachaud, est un essayiste et journaliste français né le 30 juillet 1975. Depuis le début des années 2000, il travaille sur le gothique sudiste, les arts et la littérature du Sud des États-Unis. Il est l'auteur du livre Harry Crews, un maître du grotesque (K-Inite, 2007), la première étude française complète autour de l'univers étrange et tragi-comique de cette figure majeure du Sud littéraire. Il a aussi écrit et participé à des colloques autour d'artistes du Sud américain tels que Flannery O'Connor, Cormac McCarthy, Tobe Hooper, Herschell Gordon Lewis, James Dickey, Joe R. Lansdale, Clarence John Laughlin et beaucoup d'autres.
Il est également connu pour ses activités dans le milieu des arts et des musiques underground. Il a commencé dans les années 2000 à écrire pour le fanzine français Abus dangereux, avant de créer sa propre revue en 2002 avec Douche froide. Ce fanzine, accompagné d'un CD, s'est transformé en 2004 en émissions de radio écoutables tous les quinze jours sur Canal Sud Toulouse. Avec l'association Douche froide, Maxime Lachaud a travaillé sur différents projets, dont le livre-CD/anthologie sonore Aux limites du son (La Volte, 2006), tournant autour du groupe littéraire Limite qui révolutionna la science-fiction française dans les années 80.
Mais son nom est surtout associé à des centaines d'entretiens réalisés pour différents médias tels que la chaîne OC-TV.net, la radio Canal Sud, ainsi que de nombreux livres, webzines ou magazines. Ce travail de journalisme dans le milieu de la photographie, des arts graphiques et plastiques, de la musique, de la littérature et du cinéma, a fait de lui un nom connu dans le domaine de la culture néo-gothique, notamment grâce à des livres comme Carnets Noirs II, The Remains of the Gothic ou Obskure Opus 1. Son travail avec Douche froide et ObsküreMag l'a amené à être réputé pour son attrait pour des courants musicaux tels que l'industriel, l'avant-garde, le minimalisme, la cold-wave, l'expérimental, les musiques rituelles, néofolk ou répétitives.
On retrouve aussi son travail d'intervieweur sur de nombreux suppléments DVD : avec Harry Crews pour The Hawk is dying de Julian Goldberger (Strand Releasing, 2007), avec Christian Poveda pour La Vida Loca (Bac Films, 2010), avec Jan P. Matuszynski pour The Last Family (Potemkine Films, 2018), avec Hicham Lasri pour The End/The Sea Is Behind (Potemkine Films, 2019)... Pour l'anecdote, on peut également le voir interviewer Peter Principle dans le documentaire Tuxedomoon - Seismic Riffs (Merrill Aldighieri, 2004) ou Abel Ferrara dans Alive in France (Abel Ferrara, 2017).
En 2010 paraît un nouvel ouvrage, écrit en collaboration avec Sébastien Gayraud, sur le phénomène des Mondo movies. Cette anthologie répond au titre, Reflets dans un œil mort : Mondo movies et films de cannibales (Bazaar & co, 2010). Ce livre explore de manière fort détaillée l'esthétique et l'histoire des documentaires-choc nommés "Mondo movies". Des prémices à l'heure de gloire dans les années 60 et 70 jusqu'au déclin dans les années 80.
En 2014 est publiée l'anthologie Redneck Movies : Ruralité et dégénérescence dans le cinéma américain aux éditions Rouge Profond. Cette fois-ci, l'auteur revient sur le stéréotype du "redneck" et s'intéresse à la place qu'on lui a accordée dans le cinéma américain, tout en offrant un historique détaillé de la hicksploitation et de ses déclinaisons périphériques (comédies de ploucs, porno paillard, documentaires sur les hillbillies, cannibalisme texan, créatures des bayous, etc.). En 2015, l'ouvrage est sélectionné pour le Prix Mauvais genres, pour le Prix du livre d'Histoire du Festival international du film d'histoire de Pessac et pour le Prix littéraire Fifigrot. Ce livre donnera naissance en 2018 à la collection DVD Rednecks chez Artus Films.
En 2015, il a été filmé par Gérard Courant pour son anthologie cinématographique Cinématon. Il est le numéro 2913 de cette collection.
Maxime Lachaud est chargé de la programmation cinéma du Fifigrot depuis l'édition 2015 et collabore régulièrement en tant que programmateur avec les cinémas de la ville de Toulouse.
Il exerce aussi l'activité de réalisateur. Son premier long métrage, en coréalisation avec Steve Balestreri, Texas Trip, A Carnival Of Ghosts (LeLokal/Tobina Films, 2020) a fait sa première internationale au Fantasia Festival de Montréal. Dans la lignée de ses recherches sur le Southern Gothic, le film explore un Texas hanté de personnages masqués et d'artistes underground, "un récit multiple autour d’un sentiment constant de perte et de recréation. Il s’ouvre sur les ruines de cinémas en plein air et se noue autour de la puissance créatrice qui apparaît dans la lente disparition du plaisir cathartique et transgressif qu’ils représentaient. Lachaud et Balestreri réussissent à capturer un moment, figé dans le temps et dans l’espace: celui de la persistance du spectacle en marge de la société dévorée par le capitalisme" . Le film a été d'emblée salué pour son atmosphère "bizarre" et "macabre", pour ses réflexions sur la norme et un art en dehors de toute économie , ainsi que pour sa beauté visuelle et sonore. Il remporte le Prix Walter Benjamin-Rayon Vert aux 16e Rencontres cinématographiques de Cerbère-Portbou en 2020.
Lachaud réalise aussi des courts-métrages fantomatiques et des vidéos expérimentales. Parmi ceux-ci, on peut noter Logorrhea, sélectionné en compétition officielle à l'Etrange Festival et au MOTELX - Festival Internacional de Cinema de Terror de Lisboa en 2020, ou Erebus (La Bête Lumineuse, 2022), coréalisé avec Nils Bouaziz, pour accompagner un morceau du groupe electro Zombie Zombie.
En 2020, son ouvrage Potemkine et le cinéma halluciné (Rouge Profond) explore la tradition onirique au cinéma à travers le travail de l'éditeur vidéo Potemkine (label). Ce beau livre est salué pour son caractère "érudit", "original", "généreux, splendide... unique et impressionnant", une "manière d’inviter à la rêverie, à se laisser porter par le regard de grands cinéastes visionnaires qu’on redécouvre ici loin des canons officiels et académiques de la “grande” histoire du cinéma".
Le long-métrage A Way To Die (Timeless, 2023), coréalisé avec Reivaks Timeless, a fait sa première à l'Etrange Festival en 2023 et offre un found footage basé sur les archives retrouvées des artistes John Balance et Peter Christopherson. L'auteur continue à explorer la thématique fétichiste, spectrale et mélancolique au travers de ce film de montage dévoilant des "merveilles inclassables et subversives, joyaux noirs dérangeants et planants immergés dans l'esthétique gay et masochiste".

## Livres
- Harry Crews, un maître du grotesque, Paris, Editions K-Inite, 2007, 250 p. (ISBN 978-2-915551-06-8, BNF 41173337).
- Reflets dans un œil mort : Mondo movies et films de cannibales, Paris, Bazaar & co, 2010, 370 p. (ISBN 978-2-917339-20-6).
- Redneck movies : ruralité et dégénérescence dans le cinéma américain, Pertuis, Rouge profond, 2014, 370 p. (ISBN 978-2-915083-73-6). 
- Sélection Prix Mauvais genres 2015[1].
- Potemkine et le cinéma halluciné : une aventure du DVD en France, Pertuis, Rouge profond, 2020, 360 p. (ISBN 979-1097309336).
- Mondo movies : reflets dans un œil mort, Paris, Potemkine Films, 2024, 392 p. (ISBN 978-2-494366-02-2)

## Préfaces
- Aux Limites du Son, La Volte, 2006, 179 p. (ISBN 978-2-9522217-4-0).
- (en + fr + nl) Cor Gout (trad. Ladzi Galai, ill. Ada Fesevur), Trespassers W - L'intégrale, 2d édition en 3 langues, Grenoble, Rytrut éditions, 2022, R-021 éd., 592 p. (ISBN 978-2-9546441-9-6, présentation en ligne). Lyrics in english, paroles en français, Songteksten in het Nederlands, inclut pochettes de disques, photos de concerts, affiches, flyers (1984-2022)
- Péquenots, Finitude, 2019, 320 p. (ISBN 978-2-36339-121-6).

## Ouvrages collectifs (sélection)
- L'Obscène, acte ou image?, Ivry-sur-Seine, La Voix du Regard n°15, 2002, 272 p. (ISBN 2-9518801-0-3).
- Cormac McCarthy : Uncharted Territories/Territoires inconnus, Reims, Presses universitaires de Reims, 2003, 345 p. (ISBN 978-2-904-83591-9).
- Les Vestiges du gothique : le rôle du reste/The Remains of the Gothic : Persistence as Resistance, Toulouse, Presses universitaires du Mirail, 2004, 304 p. (ISBN 2-85816-716-8).
- Carnets Noirs 2, Paris, Editions K-Inite, 2006, 342 p. (ISBN 978-2-84608-177-1).
- Obsküre Opus 1, Paris, Editions K-Inite, 2007, 270 p. (ISBN 978-2-915551-08-2).
- Autour de Stephen King. L'horreur contemporaine, Paris, Bragelonne, 2008, 384 p. (ISBN 978-2352942221).
- Madness Becomes Method, Toulouse, Timeless, 2008, 150 p.
- Le Sud au cinéma : de The Birth of a Nation à Cold Mountain, Paris, Editions de l'Ecole Polytechnique, 2009, 254 p. (ISBN 978-2-7302-1546-6).
- Spectacles grotesques - Humoresques n°31, Paris, Maison des sciences de l'homme, 2010, 226 p. (ISBN 978-2-913698-21-5).
- To Live In The South, One Has To Be A Scar Lover, La Haye, 1646 Project Space, 2011, 60 p. (ISBN 9789461902382).
- Persistances gothiques dans la littérature et les arts de l'image, Paris, Bragelonne, 2012, 448 p. (ISBN 979-10-281-0017-9).
- La guerre de 14 re-présentée : l'art comme réponse à la guerre, Toulouse, Presses universitaires du Midi, 2015, 212 p. (ISBN 978-2-8107-0378-4).
- Sweet and Savage : The Mondo Film and its Legacy, Bristol, Film International Vol.17 N°2, 2019, 124 p. (ISSN 1651-6826).
- Le Cent de Rouge Profond, Aix-en-Provence, Rouge profond, 2019, 230 p. (ISBN 979-10-97309-22-0).

## Filmographie (sélection)
- The Art of Harry Crews (CKF/Antidote Films), 2007.
- Logorrhea (autoproduction), 2020.
- Texas Trip - A Carnival of Ghosts (Le Lokal/Tobina Films), 2020.
- Erebus (La Bête Lumineuse), 2022.
- A Way To Die (Timeless), 2023.

## Suppléments DVD (sélection)
- The Hawk is dying de Julian Goldberger (Strand Releasing), parution : 29 mai 2007.
- La Vida Loca de Christian Poveda (Bac Films), parution : 12 octobre 2010.
- The Last Family de Jan P. Matuszynski (Potemkine Films), parution : 5 juin 2018.
- Les Marais de la haine de Beverly et Ferd Sebastian (Artus Films), parution : 2 octobre 2018.
- La Vengeance de la femme au serpent de Beverly et Ferd Sebastian (Artus Films), parution : 2 octobre 2018.
- The End/The Sea Is Behind de Hicham Lasri (Potemkine Films), parution : 2 avril 2019.
- Sunday in the Country de John Trent (Artus Films), parution : 7 janvier 2020.
- Virus cannibale de Bruno Mattei (Rimini Editions), parution : 12 décembre 2020.
- Kuso de Steve (Flying Lotus) (Potemkine Films), parution : 2 mars 2021.
- The Amusement Park de George A. Romero (Potemkine Films), parution : 19 octobre 2021.
- Swallow The Universe de Daichi Mori & Nieto (Autour de minuit), parution : 27 novembre 2021.
- Sonny Boy de Robert Martin Carroll (Extralucid Films), parution : 23 mars 2022.
- Dementia de John Parker (Potemkine Films), parution : 17 mai 2022.
- Dingo de Rolf de Heer (Intersections), parution : 1er mars 2023.
- Paris secret + Paris top secret de Pierre Roustang et Edouard Logereau (Gaumont), parution : 20 septembre 2023.
- Mondo cane de Gualtiero Jacopetti, Franco Prosperi et Paolo Cavara (Potemkine Films), parution : 3 décembre 2024.
- Les Négriers de Gualtiero Jacopetti et Franco Prosperi (Le Chat qui fume), parution : 12 décembre 2024.

## Artistes interviewés par Maxime Lachaud (sélection)
- Trespassers W : interview de Cor Gout in Douche Froide n°3, été 2004.
- David Lynch : chaudières émotives et velours bleu in Obsküre Magazine n°2, janvier-février 2011.
- John Foxx : minimalisme moderne et style anglais in Obsküre Magazine n°3, mars-avril 2011.
- Lydia Lunch : rewind & play 13 13 in Obsküre Magazine n°3, mars-avril 2011.
- Mitch Cullin : poésie en territoire texan in Obsküre Magazine n°3, mars-avril 2011.
- Les musiques sombres d'Odile Decq in Obsküre Magazine n°4, mai-juin 2011.
- Maurice G. Dantec : l'impact d'une balle in Obsküre Magazine n°5, septembre-octobre 2011.
- Boyd Rice : un Américain à Paris in Obsküre Magazine n°6, novembre-décembre 2011.
- This Mortal Coil : les larmes, les ombres, le sang et le souvenir in Obsküre Magazine n°6, novembre-décembre 2011.
- Les musiques sombres de Richard Stanley in Obsküre Magazine n°7, janvier-février 2012.
- Killing Joke : tous vers l'extase in Obsküre Magazine n°8, mars-avril 2012.
- Wovenhand : les gardiens du verger in Obsküre Magazine n°11, septembre-octobre 2012.
- John Cale : mémoires de l'instant in Obsküre Magazine n°11, septembre-octobre 2012.
- The Soft Moon : Moon Music in Obsküre Magazine n°12, novembre-décembre 2012.
- Scott Walker : crooner de l'Apocalypse in Obsküre Magazine n°13, janvier-février 2013.
- Pere Ubu : Chinese Connection in Obsküre Magazine n°13, janvier-février 2013.
- Wire : exquises esquisses in Obsküre Magazine n°14, mars-avril 2013.
- Karl Bartos : Musica Ex Machina in Obsküre Magazine n°14, mars-avril 2013.
- Les musiques sombres d'Asia Argento in Obsküre Magazine n°16, juillet-août 2013.
- Clock DVA : occultisme scientifique in Obsküre Magazine n°16, juillet-août 2013.
- New Model Army : entre chiens et loups in Obsküre Magazine n°17, septembre-octobre 2013.
- A Silver Mt. Zion : lamentations pour une renouveau in Obsküre Magazine n°19, janvier-février 2014.
- Vaughan Oliver : suggérer c'est créer in Obsküre Magazine n°20, mars-avril 2014.
- Laibach : Eurovision in Obsküre Magazine n°20, mars-avril 2014.
- Swans : en route pour la joie in Obsküre Magazine n°21, mai-juin 2014.
- Einstürzende Neubauten : mécaniques de guerre in Obsküre Magazine n°23, novembre-décembre 2014.
- Donald Ray Pollock : en noir Ohio in Obsküre Magazine n°23, novembre-décembre 2014.
- John Carpenter : confessions d'un musicien cinéaste in Obsküre Magazine n°24, avril -juin 2015.
- Guy Maddin : à rebours in Obsküre Magazine n°26, octobre-décembre 2015.
- And Also The Trees : dérives amoureuses in Obsküre Magazine n°28, avril-juin 2016.